# Fornaci romane di Eboli
Le fornaci romane di Eboli sono un complesso archeologico dell'antico municipium romano di Eburum. È costituito da tre fornaci di diverse dimensioni (una piccola, una media e una grande), datate fra il II e il IV secolo a.C. e rinvenute nel 1974 nel giardino della chiesa dei santi Cosma e Damiano, sulle pendici della collina del Montedoro, nella periferia di quell'importante centro religioso ed economico della zona e del suo entroterra.

## Storia
Le fornaci sono state rinvenute dall'archeologo francese Jean Maurin nel 1974-1975, per iniziativa della Sovrintendenza alle Belle Arti di Salerno, mentre si iniziavano i lavori di scavo per la costruzione della Casa del Pellegrino a servizio del santuario dei Santi Cosma e Damiano.
Secondo gli storici il complesso archeologico faceva parte di un quartiere artigianale che costeggiava un percorso lastricato, probabilmente l'antica via Popilia, strada di collegamento fra Capua e Rhegium. Oltre alle tre fornaci per la produzione di terrecotte, sono visibili anche i resti di un'officina destinata alla fusione e alla lavorazione dei metalli, risalente al II sec. a.C. La datazione del sito è stata collocata fra il II e il IV secolo a.C. anche grazie al rinvenimento di 12 monete di età repubblicana trovate in una villa denominata "Villa del fabbro", collocata più in basso rispetto alle fornaci.
L'associazione Rinascita Culturale Ebolitana ha bonificato l'area e ha messo in sicurezza il sito, rendendolo fruibile su prenotazione con visite guidate.

## Le fornaci
Tutte e tre le fornaci erano formate da un praefurnium, dalla camera di combustione e dalla zona di cottura. Gli unici aspetti che le differenziano sono le dimensioni e la posizione dei fori per l'aerazione che sono collocati, nella piccola e nella media, in alto, mentre nella grande si trovano ai lati.
La fornace piccola (un rettangolo di 1,5 x 1,3 m) e quella media (3,2 x 2 m) erano utilizzate per la cottura di materiali da decoro (vasellame e statuette), mentre la grande serviva per la produzione di mattoni e tegole, come testimonerebbe anche il torrente Ermice (o Embrice) che scorre vicino al sito, e il cui nome significa appunto "tegola". Molto probabilmente la più grande, preceduta da un grande corridoio di 6 x 1,5 m, aveva due entrate simmetriche per favorire sia il miglior posizionamento del carico che il successivo trasporto del prodotto finito.